# 波爾塔夫斯凱 (哈爾科夫州)
49°0′46″N 36°15′7″E / 49.01278°N 36.25194°E
波爾塔夫斯凱（羅馬化：Poltavske）是位於烏克蘭東部的村莊，由哈爾科夫州洛佐瓦區的洛佐瓦市鎮負責管轄。該村距離巴拉巴希夫卡和魯比日內2公里，面積0.51平方公里，海拔高度147米，2001年人口269。